# Бензонія (Мічиган)
Бензонія (англ. Benzonia) — селище (англ. village) в США, в окрузі Бензі штату Мічиган. Населення — 551 особа (2020).

## Географія
Бензонія розташована за координатами 44°36′58″ пн. ш. 86°5′56″ зх. д. / 44.61611° пн. ш. 86.09889° зх. д. (44.616053, -86.099002).  За даними Бюро перепису населення США в 2010 році селище мало площу 2,92 км², уся площа — суходіл.

## Демографія
Згідно з переписом 2010 року, у селищі мешкало 497 осіб у 209 домогосподарствах у складі 125 родин. Густота населення становила 170 осіб/км².  Було 275 помешкань (94/км²).
Расовий склад населення:
| - 93,2 % — білих - 1,2 % — чорних або афроамериканців - 0,4 % — корінних американців - 2,4 % — осіб інших рас |

До двох чи більше рас належало 2,8 %. Частка іспаномовних становила 6,2 % від усіх жителів.
За віковим діапазоном населення розподілялося таким чином: 25,6 % — особи молодші 18 років, 55,9 % — особи у віці 18—64 років, 18,5 % — особи у віці 65 років та старші. Медіана віку мешканця становила 39,9 року. На 100 осіб жіночої статі у селищі припадало 82,1 чоловіків;  на 100 жінок у віці від 18 років та старших — 79,6 чоловіків також старших 18 років.
Середній дохід на одне домашнє господарство  становив 44 939 доларів США (медіана — 45 268), а середній дохід на одну сім'ю — 52 382 долари (медіана — 48 750). Медіана доходів становила 33 750 доларів для чоловіків та 36 750 доларів для жінок. За межею бідності перебувало 18,4 % осіб, у тому числі 22,7 % дітей у віці до 18 років та 2,9 % осіб у віці 65 років та старших.
Цивільне працевлаштоване населення становило 175 осіб. Основні галузі зайнятості: освіта, охорона здоров'я та соціальна допомога — 37,1 %, виробництво — 19,4 %, транспорт — 12,0 %, роздрібна торгівля — 12,0 %.